# Il gigante di New York
Il gigante di New York (Easy Living) è un film del 1949 diretto da Jacques Tourneur.
La sceneggiatura si basa su Education of the Heart, un racconto di Irwin Shaw che non venne mai pubblicato.

## Trama
Il quarterback Pete Wilson è un campione che vive solo per il football americano e non pensa minimamente al proprio futuro dopo che si sarà ritirato, nemmeno dopo che al vecchio compagno di squadra Bill "Holly" Holloran non viene rinnovato il contratto. Nonostante un buon ingaggio, Pete e sua moglie Liza conducono uno stile di vita molto dispendioso, per cui lui prende anticipi dopo anticipi sul suo stipendio, grazie alla segretaria della squadra Anne, sempre molto gentile con lui.
Un giorno Pete si reca di nascosto da un medico e scopre di avere una patologia cardiaca causata da una malattia avuta nell'infanzia, che potrebbe ucciderlo se continua a giocare a football. Tenta di dirlo a sua moglie Liza, ma cambia idea quando lei gli parla di Holly, descrivendogli i peggioramenti fisici e soprattutto psicologici avuti dopo che ha lasciato lo sport professionistico.
Liza sta cercando di avere successo come arredatrice e trascina Pete a una festa per cercare di convincere il ricco Gilbert Vollmer e suo padre Howard a essere suoi clienti. Gilbert sa che lei non ha talento, ma è affascinato dalla sua bellezza. Come il padre, che ha appena lasciato la sua giovane amante Billy Duane, e che fa intravedere a Liza la possibilità di ridecorare il suo appartamento. Anche se Liza ha capito tutto, è disposta ad assecondare l'uomo pur di favorire le sue ambizioni.
Nel frattempo Pete è amaramente deluso quando il suo amico Virgil Ryan, allenatore di una squadra universitaria che sta per andare in pensione, lo informa di non poterlo raccomandare come suo sostituto perché Liza non è adatta ai doveri della moglie di un allenatore. Invece il lavoro viene dato al compagno di squadra e amico di Pete, Tim "Pappy" McCarr. Tim offre a Pete il ruolo di suo assistente, ma Pete rifiuta.
Impaurito dal contatto fisico, Pete gioca molto male e perde la partita successiva. L'allenatore Lenahan non può permettersi un'altra sconfitta se vuole fare i playoff (e guadagnare 100.000 dollari), così lascia in panchina Pete, sostituito da Tim. Tim gioca bene e vincono il loro successivo incontro. Pete ripensa all'offerta di diventare assistente di Tim e ne parla a Liza, ma lei non vuol cambiare stile di vita e se ne va di casa. Tuttavia, dopo essere stata rifiutata da Howard, tenta invano di tornare da Pete.
A Pete è data un'altra chance, quando Tim è infortunato, ma lui parla in tutta onestà ai suoi compagni della sua condizione e abbandona la squadra. Anche se Anne ha ammesso apertamente di amarlo, Pete decide di rimettersi con Liza, mettendo in chiaro, però, che da quel momento in poi sarà lui a stabilire le condizioni del loro matrimonio.

## Produzione

### Riprese
Le riprese del film, prodotto dalla RKO Radio Pictures,  durarono da inizio luglio a metà agosto 1948.

## Distribuzione
Il copyright del film, richiesto dalla RKO Radio Pictures, Inc., fu registrato il 24 agosto 1948 con il numero LP2527.